# Tiveden

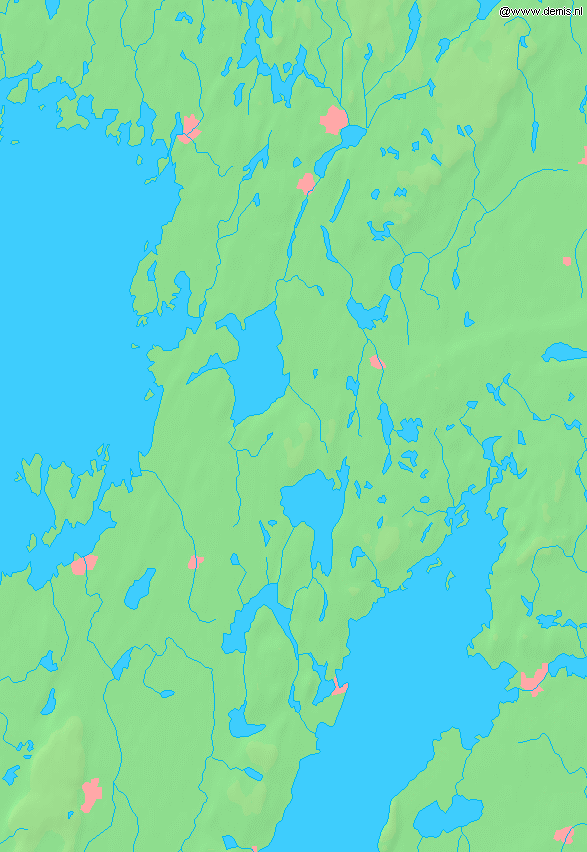
Tivedens placering mellan sjöarna Vänern och Vättern.

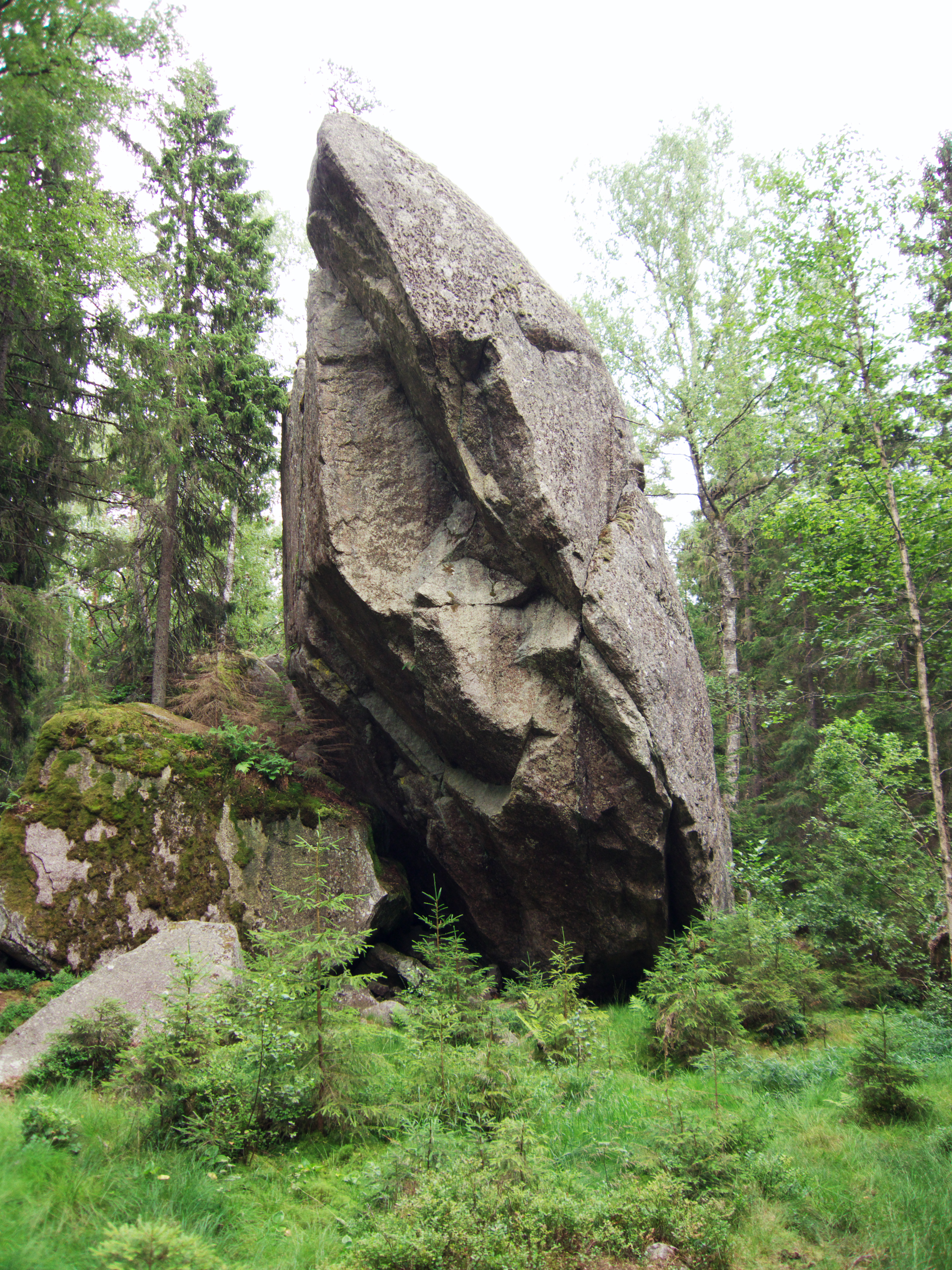
Junker Jägares sten, ett 15 meter högt flyttblock i Tiveden.

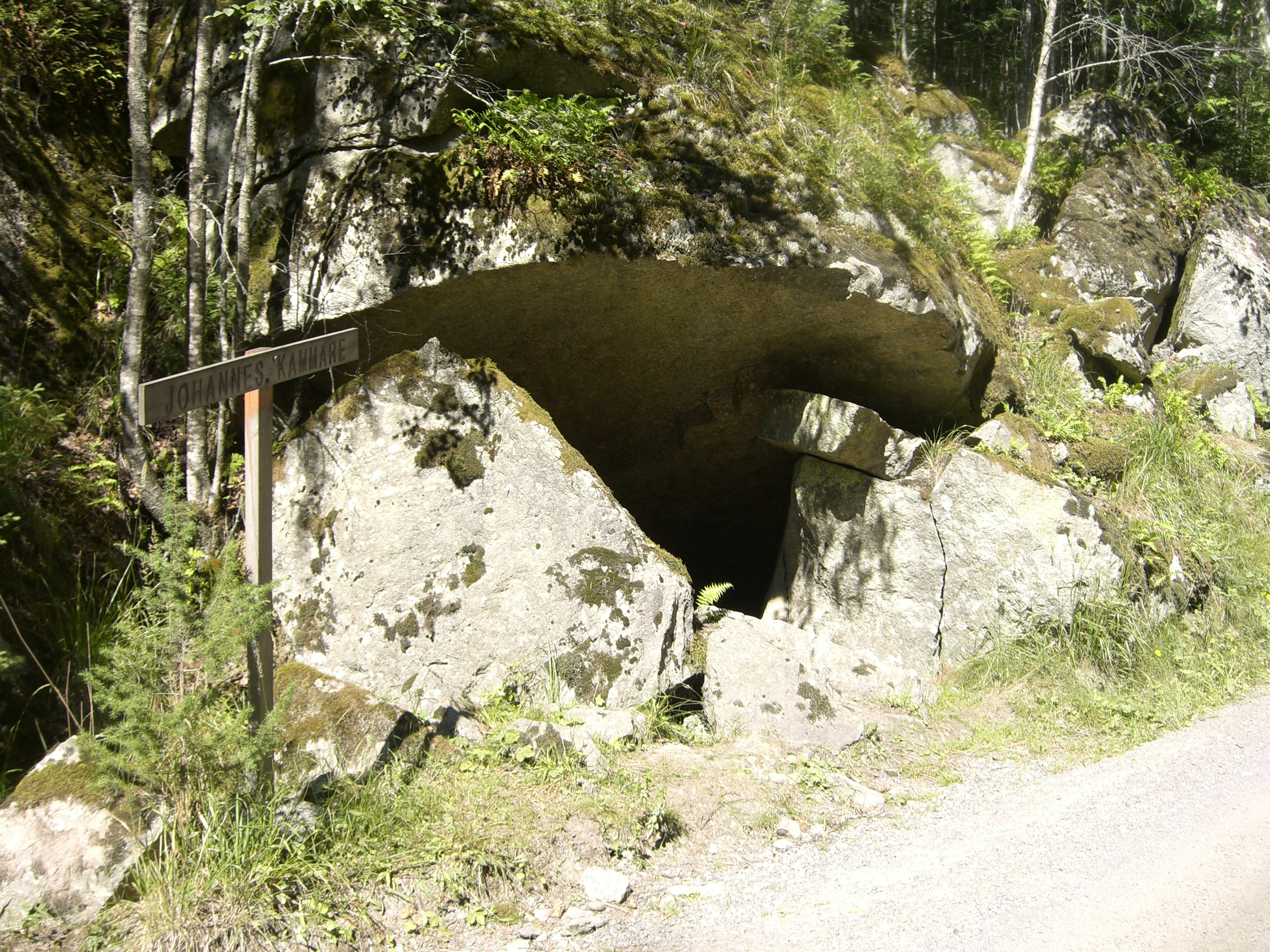
Grottan "Johannes kammare" ca 2 km norr om sjön Fagertärn i Tiveden. Enligt legenden ska en man vid namn Johannes ha sökt sin tillflykt hit då koleran härjade i Tiveden på 1830-talet.

Tiveden är en gränsskog och en skogrik bergstrakt som utgör gränsområde mellan landskapen Västergötland och Närke. Området ligger i kommunerna Laxå, Askersund, Gullspång, Töreboda och Karlsborg.

## Geografi
Tiveden, eller Tiven som ortsborna säger, har inte en exakt avgränsning. I väster når den sjön Skagerns stränder, i öster följer den Vätterns västra sida. Norrut och söderut är gränserna mer flytande, men sjön Viken i söder anses allmänt som dess sydligaste punkt. Stora Tiveden är området mellan sjöarna Skagern och Unden. Lilla Tiveden är området mellan Unden och Vättern. Lilla Tiveden delas ofta i sin tur i ännu mindre områden med Sjötiven utmed Vätterstranden och Urtiven innanför det fram mot sjön Unden. Mitt i Urtiven finns Görtiven, där "Gör" är ett gammalt götiskt ord med hårt g som verkar förstärkande.
Görtiven fick efter andra världskriget ett nytt namn anpassat till turismen, "Trolltiven".
I det otillgängliga skogsområdet Görtiven/Trolltiven ligger Tivedens nationalpark som är ett uppskattat turistmål tack vare sina orörda skogsområden, intressanta naturformationer och badmöjlighet. I närheten finns sjön Fagertärn som är känd för sina röda näckrosor.  Den största sjön som helt kan sägas ligga i Tiveden är Unden. Vandringsleden Bergslagsleden går genom Tiveden.
Tiveden är glest befolkad. Några orter som kan sägas ligga inom Tiveden är Undenäs, Sannerud, Tivedstorp, Finnerödja och Gårdsjö.

## Historia
Förr i tiden var Tiveden känt som ett tillhåll för stråtrövare. På grund av sin svårtillgänglighet kom skogen att utgöra gräns mellan Götaland och Svealand.
Namnet Tiveden är möjligen en sammansättning av namnet på den fornnordiska guden Ti (även kallad Tyr) och ved som betyder skog. Ett annat förslag angående betydelsen av förleden Ti- är att den är stamform till det fornvästnordiska ordet tívar, som betyder gudarnas. Tiveden skulle då betyda gudarnas skog. Enligt ett senare förslag skulle istället Tiveden kunna komma av ett *Twi- som syftar på tvedelning, alltså 'den tudelade skogen'. 
Ett försök har också gjorts att förklara varför i så fall de människor som en gång gav Tiveden dess namn skulle ha ansett att den är tudelad.

## Växt och djurliv
Växt- och djurlivet i Tiveden anses för det mesta fattigt. Dock finns några undantag. Sjön Fagertärn med sina röda näckrosor är kanske det mest kända exemplet. Röda näckrosor växer också naturligt i Kroktärnarna några kilometer söder om Fagertärn samt inplanterade i några andra sjöar och vattendrag. En annan växt med sitt ursprung i Tiveden är pelaraspen, från Lilla Högshult söder om Älgarås, som nu är spridd över i stort sett hela landet och i norra Europa.
Bölets ängar är ett naturreservat med kalkrik grund i slåtterängarna och beteshagarna vilket bjuder på en rik artmångfald med flera sällsynta växter, bland annat guckusko.
I Tiveden finns numera både varg och lo, järv har spårats och vid flera tillfällen har också björn siktats.

## Sevärdheter
Några sevärdheter är:
- Tivedens nationalpark
- Fagertärn med sina röda näckrosor
- Djäknasundet och Ombo öar, den sydligaste skärgården i Vättern
- Byn Granvik med sitt nav av vandringsleder.

## Tiveden i litteraturen
Verner von Heidenstam har skrivit den kända dikten "Tiveden". I ett annat verk av honom finns en beskrivning av Tiveden: "Ett skogsrike som sträcker sig från Vättern två hela mil upp till Undens öde vatten och omfamnar bortåt ett femtiotal små och stora sjöar och tjärnar".